# Lazarus (musical)
Lazarus é um musical escrito por David Bowie e o dramaturgo irlandês Enda Walsh, em 2015, e baseada no romance O Homem que Caiu na Terra.

## Enredo
Thomas Jerome Newton (Jesuíta Barbosa), um alienígena humanoide, aterrissa na Terra com a missão de salvar seu planeta, ameaçado pela falta de água. A história é um pretexto para falar sobre a sensação de deslocamento, o isolamento e a saudade de casa.

## Elencos e personagens
| - Michael C. Hall como Thomas Jerome Newton - Cristin Milioti como Elly. - Sophia Anne Caruso como Musa de Newton. - Michael Esper como Valentine. - Alan Cumming | - Jesuita Barbosa como Thomas Jerome Newton - Carla Salle como Elly - Bruna Guerin como Garota - Rafael Losso como Valentine - Gabriel Stauffer - Marcos de Andrade - Natasha Jascalevich como Maemi - Luci Salutes como Garota Adolescente - Olivia Torres como Garota Adolescente - Valentina Herszage como Garota Adolescente - Vitor Vieira - Rômulo Braga - Tulio Starling |

## Outras produções

### Adaptação brasileira
Entra em cartaz em palco brasileiro em 2019 com Jesuíta Barbosa, que ficou loiro para interpretar o protagonista Thomas Newton, Carla Salle e Bruna Guerin, e na produção Monique Gardenberg e Jeffrey Neale, na direção de arte da dupla Daniela Thomas e Felipe Tassara e, na direção geral, Felipe Hirsch. A peça marca também a abertura do Teatro Unimed em São Paulo. O musical estreou em 22 de agosto com apresentações até 27 de outubro de 2019. Em 2020, o espetáculo volta, porém, com temporada no Rio de Janeiro em 16 apresentações até 15 de março

### Produções nacionais
| País   | Cidade         | Título  | Língua    | Data de estreia      | Teatro           |
| ------ | -------------- | ------- | --------- | -------------------- | ---------------- |
| Brasil | São Paulo      | Lazarus | Português | 22 de agosto, 2019   | Teatro Unimed    |
| Brasil | Rio de Janeiro | Lazarus | Português | 6 de fevereiro, 2020 | Teatro Multiplan |

## Músicas
Lazarus  traz 18 músicas de diferentes momentos da carreira de Bowie,  especialmente escolhidas por ele, como "Life on Mars", "Valentine’s Day" e "Changes". Destaque para as três que foram escritas especialmente para o musical: "No Plan", "Killing a Little Time" e "When I Meet You".
| N.º | Título                                                             | Original album                    | Duração |  |
| 1.  | "Lazarus"                                                          | Blackstar (2016)                  |         |  |
| 2.  | "It's No Game (Part 1)"                                            | Scary Monsters (1980)             |         |  |
| 3.  | "This Is Not America" (escrito por Bowie, Pat Metheny e Lyle Mays) | The Falcon and the Snowman (1985) |         |  |
| 4.  | "The Man Who Sold the World"                                       | The Man Who Sold the World (1970) |         |  |
| 5.  | "No Plan"                                                          | No Plan (2017)                    |         |  |
| 6.  | "Love Is Lost"                                                     | The Next Day (2013)               |         |  |
| 7.  | "Changes"                                                          | Hunky Dory (1971)                 |         |  |
| 8.  | "Where Are We Now?"                                                | The Next Day (2013)               |         |  |
| 9.  | "Absolute Beginners"                                               | Absolute Beginners (1986)         |         |  |
| 10. | "Dirty Boys"                                                       | The Next Day (2013)               |         |  |
| 11. | "Killing A Little Time"                                            | No Plan (2017)                    |         |  |
| 12. | "Life on Mars?"                                                    | Hunky Dory (1971)                 |         |  |
| 13. | "All the Young Dudes"                                              | All the Young Dudes (1972)        |         |  |
| 14. | "Sound and Vision"                                                 | Low (1977)                        |         |  |
| 15. | "Always Crashing in the Same Car"                                  | Low (1977)                        |         |  |
| 16. | "Valentine's Day"                                                  | The Next Day (2013)               |         |  |
| 17. | "When I Met You"                                                   | No Plan (2017)                    |         |  |
| 18. | ""Heroes"" (escrito por Bowie e Brian Eno)                         | "Heroes" (1977)                   |         |  |